# Teplička nad Váhom
Teplička nad Váhom – wieś (obec) na Słowacji położona w kraju żylińskim, w okręgu Żylina. Pierwsza pośrednia wzmianka o miejscowości pochodzi z roku 1235, w roku 1267 wzmiankowana bezpośrednio pod nazwą Toplucha.
Według danych z dnia 31 grudnia 2016 wieś zamieszkiwało 4200 osób, w tym 2196 kobiet i 2004 mężczyzn.
W 2001 roku rozkład populacji względem narodowości i przynależności etnicznej wyglądał następująco:
- Słowacy – 99,02%
- Czesi – 0,39%
- Morawianie – 0,03%
- Polacy – 0,06%
- Ukraińcy – 0,06%
- Węgrzy – 0,03%